# NGC 2023
NGC 2023 (другое обозначение — LBN 954) — эмиссионная туманность и отражательная туманность в созвездии Ориона.
Этот объект входит в число перечисленных в оригинальной редакции «Нового общего каталога».
В 2010 году группа астрономов, работавших с космическим телескопом «Спитцер», объявила о возможном открытии фуллеренов C60 в данной туманности.

## Фотографии

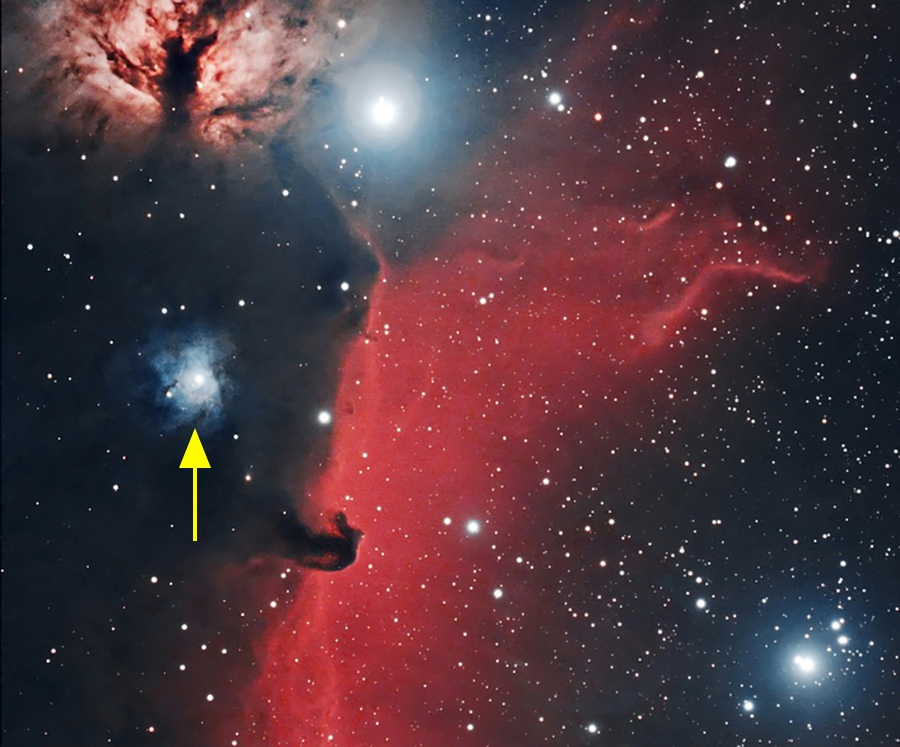